# Romanul istoric sadovenian (trăsături)
Mihail Sadoveanu este creatorul romanului istoric în literatura română. În opera sa, prozatorul ilustrează trei secole din istoria Moldovei: secolul al XV-lea (Ștefan cel Mare), secolul al XVI-lea (Ioan Vodă cel Viteaz), secolul al XVII-lea (Ștefan Tomșa, Vasile Lupu, Duca-Vodă). Viziunea lui Mihail Sadoveanu asupra istoriei este aceea a unui proces complex, cu perioade de ascensiune sau decădere, îmbibând epopeea, eroicul și grandiosul cu maleficul, nesemnificativul, antieroicul. Pentru Sadoveanu, așadar, istoria înseamnă progres, civilizație, modernizare, stabilitate politică, evoluție economică dar și regres, primitivism, tiranie, instabilitate politică, sărăcie. Prozatorul are harul de a armoniza realul cu legendarul, într-o dimensiune fabuloasă, înălțând personajele la statutul unor semizei, prin etica și faptele lor exemplare: Ștefan cel Mare, Ion Vodă cel Cumplit, Nicoară Potcoavă etc. Raportul dramatic dintre om și istorie este ilustrat prin neconcordanța dintre fluxul evenimentelor și aspirațiile umane, acestea din urmă rămânând neîmplinite din cauza agresivității pe care întâmplările istorice o exercită asupra individului. Sadoveanu construiește personaje dilematice, al căror conflict interior se declanșează între datoria responsabilității istorice și pasiunile omenești. Atunci când iese învingător sentimentul datoriei, personajele sunt eroi exemplari ai neamului românesc. Când, dimpotrivă, conducătorii sunt dezinteresați de soarta țării, romancierul creează personaje fără semnificație istorică și fără aură legendară, pe care istoria nu-i reține între eroii neamului. Atmosfera înălțătoare a prozei sadoveniene se datorează limbajului inconfundabil, care îmbină, cu o tainică magie, limba arhaică și stilul cronicilor cu cea mai aleasă și fermecătoare limbă populară moldovenească, rezultând o muzicalitate incantatorie, în care se manifestă, remarcabil, sugestia verbală.O alta trasatura a romanului istoric sadovenian este naratiunea de tip epopeic ,dar si romantarea evenimentului istoric ,nu numai agresivitatea acestora.